# Stipe Perica
Stipe Perica (Zadar, 7 juli 1995) is een Kroatisch voetballer die bij voorkeur als aanvaller speelt. 

## Clubcarrière
Perica komt uit de jeugdopleiding van NK Zadar. Hij debuteerde tijdens het seizoen 2012/13, waarin hij acht doelpunten uit 20 wedstrijden scoorde. Op 1 augustus 2013 tekende hij een vijfjarig contract bij het Engelse Chelsea, dat een bedrag van 2,45 miljoen euro betaalde voor Perica. Chelsea FC verhuurde Perica zonder financiële kosten vervolgens aan de Nederlandse voetbalclub NAC Breda. De voetballer uit Zadar trof zes keer het doel in 25 wedstrijden in zijn eerste seizoen bij NAC Breda. De Kroaat werd opnieuw uitgeleend door de Engelsen aan NAC Breda in het seizoen 2014/15. Op 27 september 2014 scoorde Perica twee goals tegen AFC Ajax. Ondanks de twee goals van de Kroaat verloor NAC Breda thuis met 2-5 van de Amsterdammers. Perica scoorde twintig minuten na rust de eerste goal voor NAC Breda en tien minuten later het tweede doelpunt.
Perica nam op 22 januari 2015 afscheid bij NAC en vertrok, ondanks dat de club erop rekende dat hij tot het eind van het seizoen zou blijven. Op dat moment was nog niet duidelijk waar hij zijn loopbaan vervolgde. Op 31 januari verhuurde Chelsea Perica tot medio 2016 aan Udinese. Hij maakte zijn debuut voor Udinese tegen Genoa CFC (1-1). In juli 2016 werd het contract van Perica met Chelsea afgekocht door Udinese. Udinese betaalde 4,5 miljoen euro voor hem aan Chelsea.
Tijdens zijn huurperiode had hij slechts 20 competitiewedstrijden gespeeld in anderhalf seizoen, maar na zijn definitieve overgang kwam Perica toch meer aan spelen toe. Toch zaten tussen zijn basisplaatsen geregeld ook korte invalbeurten, waardoor de club hem vanaf 2018 begon uit te lenen: in het seizoen 2018/19 aan Frosinone Calcio en Kasımpaşa SK, in het seizoen 2019/20 aan Royal Excel Moeskroen. Bij Moeskroen groeide hij al snel uit tot een belangrijke pion: na zeven competitiewedstrijden had hij al zes keer gescoord, waaronder tweemaal in het 2-2-gelijkspel tegen Standard Luik op de achttiende speeldag. Ook twee speeldagen eerder had de Kroaat zijn club al op voorsprong gebracht in het uiteindelijke 2-2-gelijkspel. Doordat Perica ook scoorde in een bekerwedstrijd tegen RSC Anderlecht klokte hij na afloop van zijn uitleenbeurt af op acht goals in zestien wedstrijden.
In september 2020 maakte Perica op definitieve basis de overstap naar Watford FC, de Engelse zusterclub van Udinese.

## Interlandcarrière
Perica is een Kroatisch voormalig jeugdinternational. Hij nam met Kroatië -20 deel aan het WK -20 2013 in Frankrijk. Op 29 juni 2013 scoorde hij het openingsdoelpunt tegen Nieuw-Zeeland -20. Op 29 september 2014 werd Perica opgeroepen door trainer Nenad Gračan voor Jong Kroatië voor de play-offs tegen Jong Engeland. In de eerste play-off wedstrijd waren de Engelsen te sterk met 2-1.